# Murrays Bay

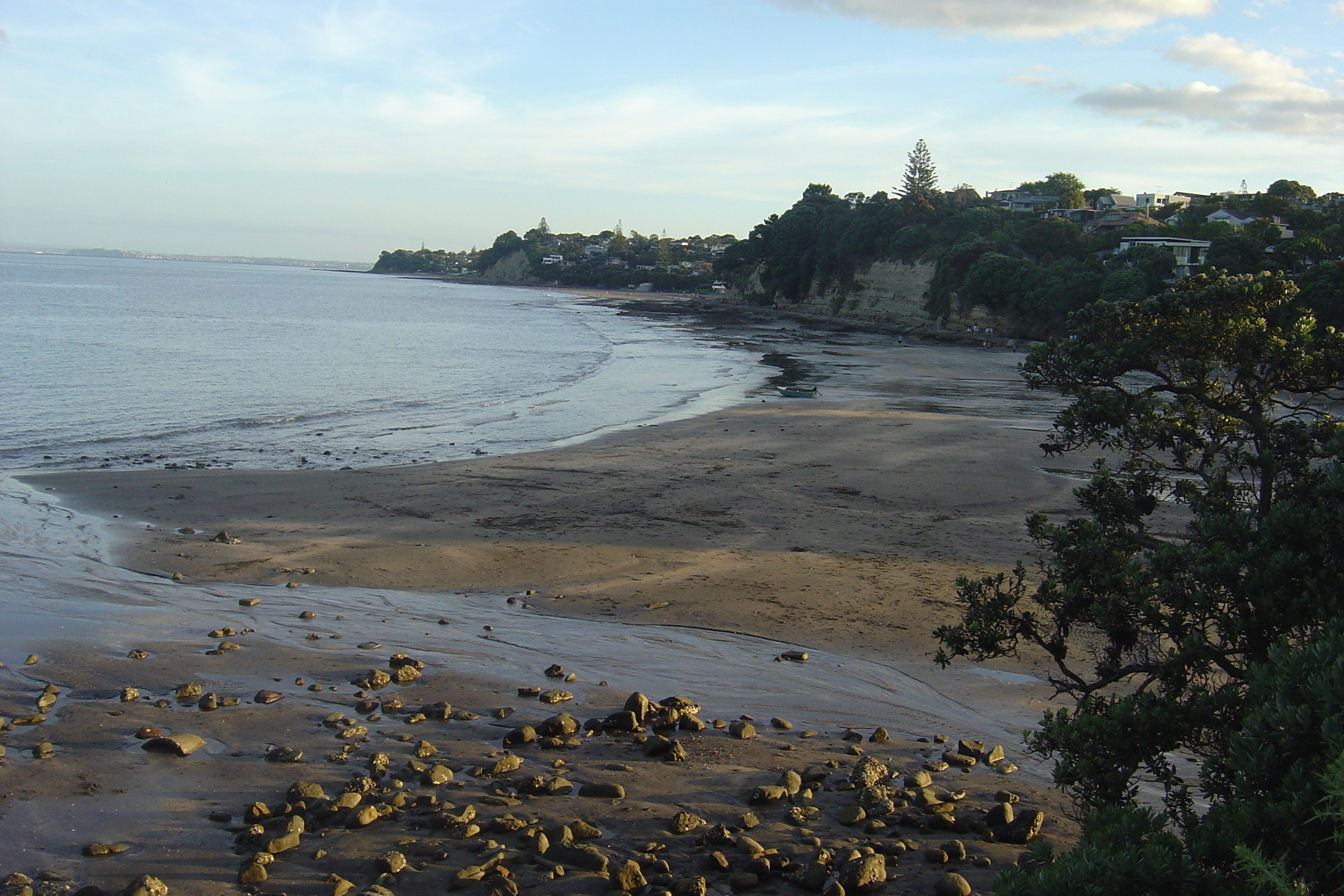
En regardant vers le bas en direction de Murrays Bay à marée basse

Murrays Bay est une petite banlieue de la cité d’Auckland située sur l’East Coast Bays (en) dans l’île du Nord de la Nouvelle-Zélande.

## Situation
Elle est à peu près de la même taille que la localité de Rothesay Bay située à proximité, qui est la banlieue immédiatement au nord. 
C’est avant tout une banlieue résidentielle mais qui a néanmoins un centre de communauté, un restaurant et un café. 
Murrays Bay est régulièrement desservie par des bus, qui mènent à la ville de Takapuna et à la cité d'Auckland.

## Population
Selon le recensement de 2013 en Nouvelle-Zélande, Murrays Bay avait une population de 4 704 habitants, en augmentation de 123 résidents par rapport au recensement de 2006 .

## Plage
La plage de Murrays Bay à un quai d’où l’on peut plonger ou pécher surtout au printemps et en été. 
Il y a un chemin piétonnier allant de Rothesay Bay à Mairangi Bay. 
Il y a aussi un club de voile, qui part de la plage régulièrement pour aller naviguer dans la baie.

## Gouvernance
Murrays Bay est sous la gouvernance locale du conseil d’Auckland.

## Éducation
- L’école de «Murrays Bay Intermediate» est un établissement intermédiaire (allant de l’année 7 à 8) avec un effectif de 1 049 élèves en 2009 [2].
- L’ «école de Murrays Bay» est une école contribuant au primaire (allant de l’année 1 à 6) avec un effectif de 697 élèves en 2019 [3].

Les 2 écoles sont mixtes et ont un taux de décile de 10. 
Elles partagent un site de sport et ont été fondées en 1958.